# Inwood (Floryda)
Inwood – jednostka osadnicza w Stanach Zjednoczonych, w stanie Floryda, w hrabstwie Polk.